# Zack Kassian
Zack Adam Kassian (ur. 24 stycznia 1991 w Windsor) – kanadyjski zawodowy hokeista na lodzie grający na pozycji napastnika.

## Kariera zawodnicza
- Peterborough Petes (2007–2010)
- Windsor Spitfires (2010–2011)
- Portland Pirates (2011)
- Rochester Americans (2011)
- Buffalo Sabres (2011–2012)
- Chicago Wolves (2012–2013)
- Vancouver Canucks (od 2012)